# 西林子乡
西林子乡，是中华人民共和国黑龙江省双鸭山市饶河县下辖的一个乡镇级行政单位。

## 行政区划
西林子乡下辖以下地区：
西林子村、北山村、小南河村、靠山村、兰桥村、三人班村、柳兰村、川河村和沙河子村。